# Liste der Kardinalskreierungen Julius’ III.
Papst Julius III. kreierte im Verlauf seines Pontifikates folgende Kardinäle:

## 30. Mai 1550
- Innocenzo Ciocchi del Monte

## 12. Oktober 1551
- Györgi Martinuzzi OSPPE

## 20. November 1551
- Cristoforo Guidalotti Ciocchi del Monte
- Fulvio Giulio della Corgna O.S.Io.Hieros.
- Giovanni Michele Saraceni
- Giovanni Ricci
- Giovanni Andrea Mercurio
- Giacomo Púteo
- Alessandro Campeggi
- Pietro Bertani OP
- Fabio Mignanelli
- Giovanni Poggio
- Giovanni Battista Cicala
- Girolamo Dandini
- Luigi Cornaro
- Sebastiano Antonio Pighini

## 22. Dezember 1553
- Pietro Tagliavia d’Aragonia
- Louis I. de Lorraine-Guise
- Roberto de’ Nobili
- Girolamo Simoncelli